# Roselina de Villeneuve

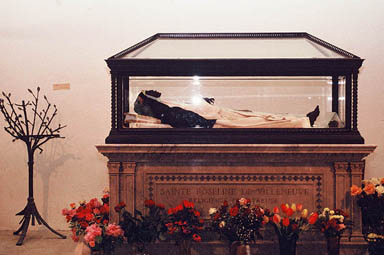
Sarkofag w kościele św. Roseliny w Les Arcs

Roselina de Villeneuve, również Rozelina lub Ros(z)alinda (ur. 21 stycznia 1263, zm. 17 stycznia 1329 w Celle-Roubaud) – święta Kościoła katolickiego, przeorysza.

## Życiorys
Była szlachecką córką urodzoną w zamku położonym w Les Arcs-sur-Argens. W 1278 roku wstąpiła do kartuzji w Bertaud, w której później została wybrana przeoryszą.
Dar mistycznej modlitwy i ascetyczny tryb życia przyciągały uwagę i zostały zapamiętane po jej śmierci, która nastąpiła w 1329 r. w Celle-Roubaud (Prowansja). Według świadków ekshumacji, która odbyła się kilka lat później, ciało Roseliny po śmierci nie uległo rozkładowi. Translacji relikwii dokonano w 1607 roku do kaplicy jej dedykowanej i złożono w grobowcu z białego marmuru.
Niektórzy hagiografowie mylnie utożsamiają Roselinę z Rosiną z Bawarii, której imię według bollandystów powstało przez zdrobnienie imienia Eufrozyna.

## Kult
Święta jest czczona jako patronka Draguignan, zakonu kartuzów i maltańczyków, wzywana jest także modlitwą przez chorych na oczy.
Od 1859 Kościół katolicki oficjalnie kultywuje pamięć Roseliny w dzienną rocznicę śmierci (wcześniej również 17 czerwca).